# 銀田まい
銀田 まい（ぎんだ まい、1985年10月9日 - ）は、三重県出身の女優。
本名は川畑 麻衣（かわばた まい）。早稲田大学卒業。女優業を経て、現在はパチンコ、パチスロライターとして活躍中。

## 来歴
- 2005年、「早稲田祭2005」における「WASEDA8」で優勝（早稲田アンバサダー）。
- 2006年11月に「いきなりドラマ主演デビュー」オーディションで優勝し、同年12月13日にプラファーから正式デビュー。
- 2007年1月からの連続テレビドラマ『おかわり飯蔵』で主演を務める。
- 2009年3月、早稲田大学を卒業。
- 2009年6月、それまで所属していたプラファーを退社。その後は「パチンコオリジナル実戦術」シリーズ（コアマガジン）誌上等において、銀田まいの名前で活動。命名者は同誌の元編集者ソ・レン（『パチンコオリジナル実戦術』の企画「コロトーーク」にて決定）。

## 人物
- 身長161cm、靴のサイズ23cm。
- 血液型はA型。
- 特技はピアノ、シンセサイザー。

## 出演
※○印を付したものは銀田まい名義、その他は川畑麻衣名義。

### テレビドラマ
- おかわり飯蔵（2007年、TX） - 美咲さくら役
- 土曜ミッドナイトドラマ『ティッシュ。』（2007年、EX） - ユカ役
- ケータイ刑事 銭形海 第4話「炎天下の殺意!～渚のお嬢様殺人事件～」（2007年、BS-i） - 海音寺エリカ役
- 土曜ワイド劇場『おとり捜査官・北見志穂12』（2007年、EX） - ショップ店員役
- 風魔の小次郎（2007年、U局連合ドラマ） - トモ役
- 24時間あたためますか?〜疾風怒涛コンビニ伝〜（2008年、NTV） - CMタレント役
- 芸術祭参加ドラマ シュラバッ!～女の秘密と遺産バトル～（2008年10月、TBS）

### バラエティ
レギュラー
- ○玉かメダルか?〜ガイドワークス オリ術vsスロ術〜（2014年10月 -  、パチンコ★パチスロTV!）
- ○守山アニキと銀田まいのパチンコねるねる大作戦（2013年4月 - 2014年3月 、パチ・スロ サイトセブンTV）
- ○パチンコオリジナル実戦術 パチンコパンチ!!（2010年1月 - 2012年10月、パチ・スロ サイトセブンTV）
- ○ヤマモリぎんだま（2010年11月 - 2013年4月、パチ・スロ サイトセブンTV）

ゲスト出演
- ヨシモト∞（2007年2月、YFTV）
- 明石家さんちゃんねる（2007年6月27日、TBS）ニュースの密林
- クイズ!紳助くん（2007年7月9日、ABC）
- 愛しの仕事さま。（2007年9月8日、BS-i）
- 熱血!平成教育学院（2009年1月25日、フジテレビ系列）ミスキャンパススペシャル
- ○パチンコ激闘伝!実戦守山塾（MONDO TV）

### 映画
- YOSHIMOTO DIRECTOR'S100　ぱきゅら（2007年） - 主人公恋人役
- YOSHIMOTO DIRECTOR'S100　レスラーハンター（2007年） - 主人公妹役

### 舞台
- 神保町花月「日の出アパートの青春」（2008年） - 国仲マリ役

### インターネット
- インターネットテレビ ひかり荘（2007年3月-10月）レギュラー配信
- マイナビ2009 就活チャンネル「今すぐ役立つ MY 就活実践講座」 - MC

### 本
- 『カリスマ早大生が教える やばい!年表で攻略する日本史』（2009年、ゴマブックス）